# La Marne
La Marne é uma comuna francesa na região administrativa da Pays de la Loire, no departamento de Loire-Atlantique. Estende-se por uma área de 17,8 km². Em 2010 a comuna tinha 1 575 habitantes (densidade: 88,5 hab./km²).